# Lars Hummel
Lars Hummel (* 1976) ist ein deutscher Rechtswissenschaftler.

## Leben
Von 2012 bis 2020 war er Juniorprofessor für Öffentliches Recht, Steuer- und Finanzrecht an der Universität Hamburg. Seit 2020 ist er Professor für Steuerrecht und Digitalisierung (Ernst & Young-Stiftungsprofessur) an der Universität Potsdam.
Seine Forschungsschwerpunkte sind Staats- und Verwaltungsrecht einschließlich der internationalen Bezüge sowie der Aspekte der Digitalisierung, Finanz- und Steuerrecht einschließlich der internationalen Bezüge sowie der Aspekte der Digitalisierung, Kirchen- und Staatskirchenrecht und Rechtsmethodologie.

## Schriften (Auswahl)
- Verfassungsrechtsfragen der Verwendung staatlicher Einnahmen. Zugleich ein Beitrag zum Finanz- und Haushaltsverfassungsrecht. Berlin 2008, ISBN 978-3-428-12615-6.
- Allgemeines Gesetz und Einzelfallgerechtigkeit im kanonischen und im staatlichen Recht. Stuttgart 2015, ISBN 978-3-415-05444-8.

| Personendaten    | Personendaten                   |
| ---------------- | ------------------------------- |
| NAME             | Hummel, Lars                    |
| KURZBESCHREIBUNG | deutscher Rechtswissenschaftler |
| GEBURTSDATUM     | 1976                            |